# Peter Terkatz

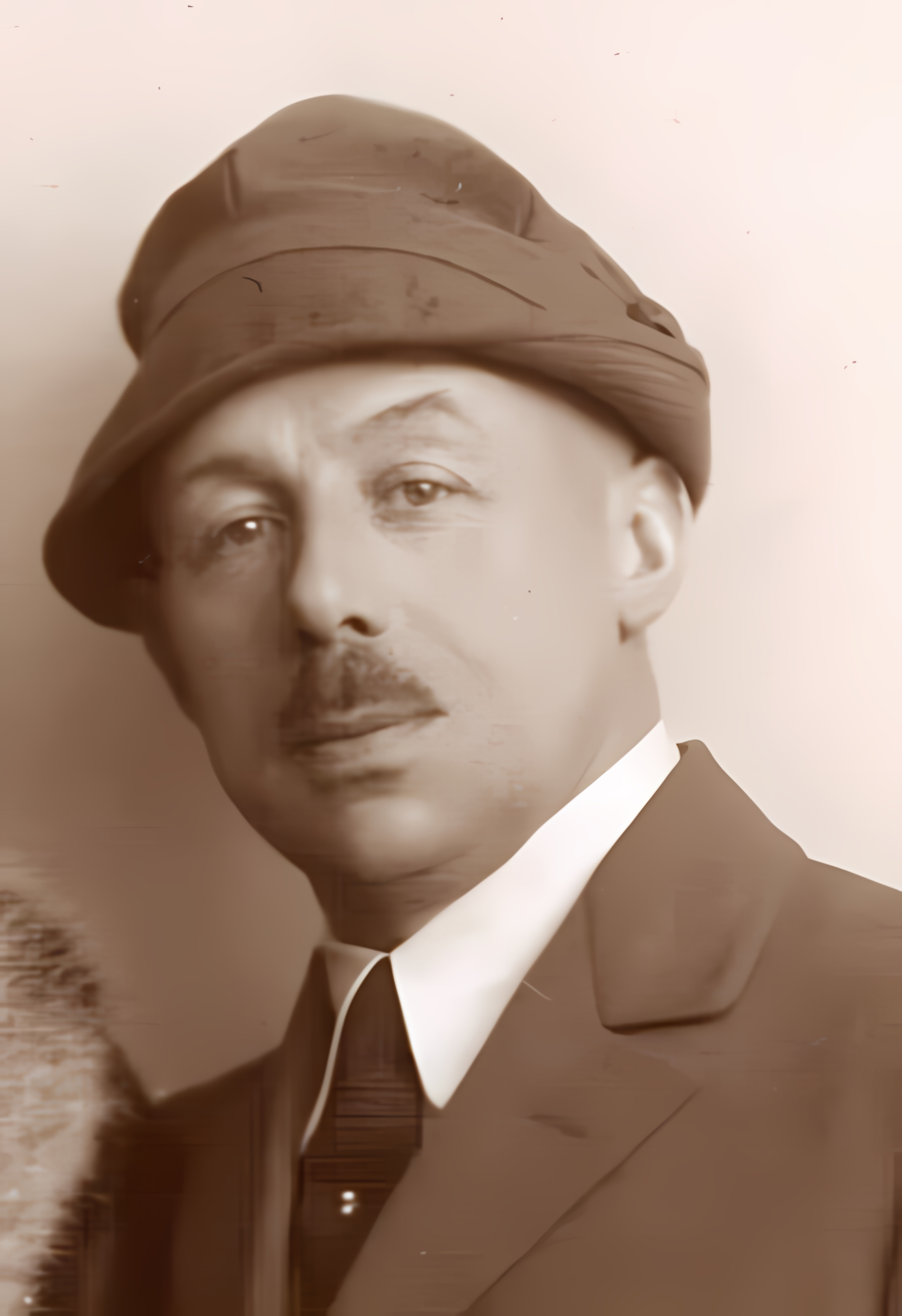
Peter Terkatz

Peter Terkatz (* 7. Februar 1880 in Viersen; † 31. August 1954 in Bad Honnef) war ein deutscher Bildhauer.

## Leben
Seine Eltern waren der Seidenweber Hermann Terkatz und Anna Maria Thevißen. Er ist der Onkel des Schriftstellers Dieter Wellershoff. Terkatz begann seine Ausbildung zum Bildhauer bei einem Steinmetz. Der Unternehmer Josef Kaiser förderte sein Studium an der Kunstakademie Düsseldorf. Terkatz studierte ab 1909 an der Königlichen akademischen Hochschule für die bildenden Künste Berlin (heute Universität der Künste Berlin) bei Peter Breuer, dem Schöpfer des Beethoven-Denkmals in der Rheinaue Bonn, und Ernst Herter, dem Schöpfer des Helmholtz-Standbildes am Haupteingang der Humboldt-Universität Berlin. Zwischen 1911 und 1913 schuf Terkatz den Giebelschmuck für die Viersener Festhalle, die durch die finanzielle Unterstützung Josef Kaisers errichtet werden konnte. Er nahm als Kompanieführer am Ersten Weltkrieg teil. 1921 zog er nach Honnef (Hauptstraße 14). 1922 heiratete er Wilhelmine Weber. Sein Atelier befand sich bis 1929 am Anna-Platz in Honnef-Rommersdorf. In den Jahren bis 1933 präsentierte er wiederholt seine Arbeiten auf Ausstellungen der Preußischen Akademie der Künste Berlin (heute Akademie der Künste) und im Obernier-Museum Bonn. 1933 erhielt er den Rompreis der Preußischen Akademie der Künste für sein Werk Klagende Frauen und ein Stipendium für den Studienaufenthalt in der Villa Massimo. Terkatz war 1938 und 1941 auf der Großen Deutschen Kunstausstellung in München mit zwei Werken vertreten.
Das Werk von Terkatz lässt zwei Schaffensperioden erkennen: eine „Berliner“ und eine „rheinische“ oder auch eine säkulare (Marmor-Torso) und eine sakrale (Madonnenfiguren). Als „Berliner“ war er modern (in der Konkurrenz mit vielen jungen Talenten seiner Zeit verbunden), als „Rheinischer“ dem Hergebrachten verpflichtet. Die Gruppe klagender Frauen, für die er ausgezeichnet wurde, kann als Synthese beider Perioden aufgefasst werden und darf deshalb als sein Meisterwerk gelten.
Peter Terkatz wurde auf dem Alten Friedhof in Bad Honnef beigesetzt.

## Werk (Auswahl)
- Giebelschmuck der Festhalle (um 1912) in Viersen
- Grabanlage (1914) der Familie Kaiser auf dem Löh-Friedhof in Viersen
- Mädchenakt in Bronze (1914 oder früher)
- Kauernder Knabe in Bronze (1914 oder früher)
- Knieende aus Marmor (1914 oder früher)
- Mädchenbüste, Marmor-Torso einer jungen Frau (1914 oder früher), Privatbesitz[6]
- Anna-Säule (1923) in Honnef-Rommersdorf
- Portal des Prosper-Hospitals (1930) in Recklinghausen
- Plastiken (1930) am Erweiterungsbau des Vincenz-Waisenhauses in Dortmund
- Gefallenenmal (1930) auf dem Poppelsdorfer Friedhof in Bonn
- Grabmal Kröhnke-Nossack (1930 oder 1940), Friedhof Ohlsdorf, Hamburg
- Gruppe Klagende Frauen (1932), Ort ? (Abbildung in der Kunstbibliothek Staatliche Museen Berlin)
- Madonnenstatue, Reiterbild Karls des Großen und Bischofswappen (1937) am Priesterseminar Aachen
- Kriegerdenkmal für das Infanterie-Regiment Nr. 160 im Baumschulwäldchen in Bonn (Wettbewerb 1920er, eingeweiht 1939)
- Relief Der Pflüger (1940 oder früher) an der Grabstätte Wülfing auf dem Südfriedhof Bonn
- Madonnenfigur aus Eiche (1942) in der Michaelskirche Opladen
- Kreuzigungsgruppe (1952) und die Madonnenfigur (1953) der Marienkirche in Siegen
- Madonnenstatue aus Muschelkalk (1953) über dem Portal der Pfarrkirche St. Mariä Heimsuchung in Honnef-Rhöndorf
- Überlebensgroße Madonnenfigur am Turm der Liebfrauenkirche in Arnsberg

## Galerie

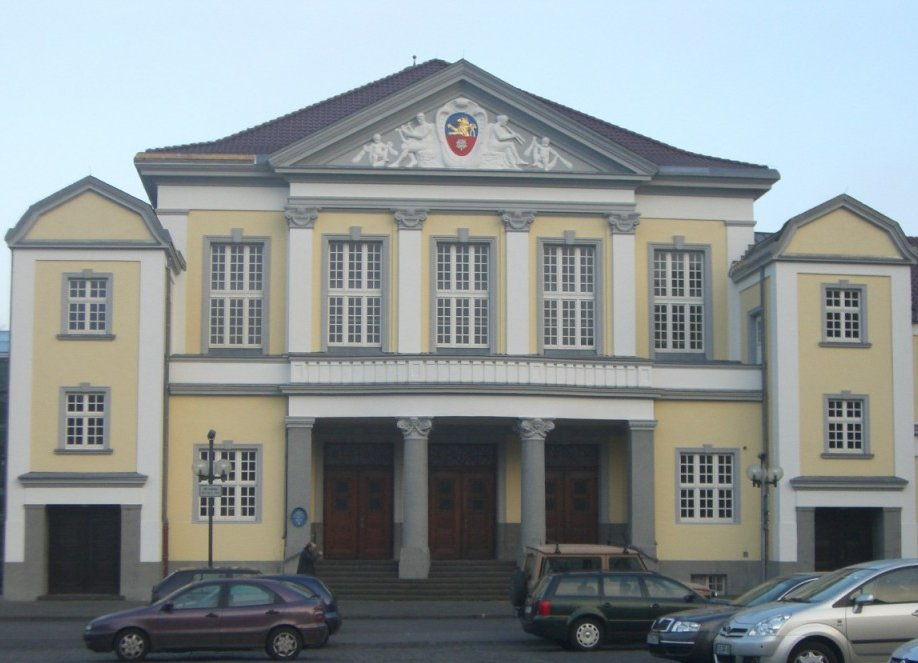
Hauptgiebel der Festhalle Viersen 2007
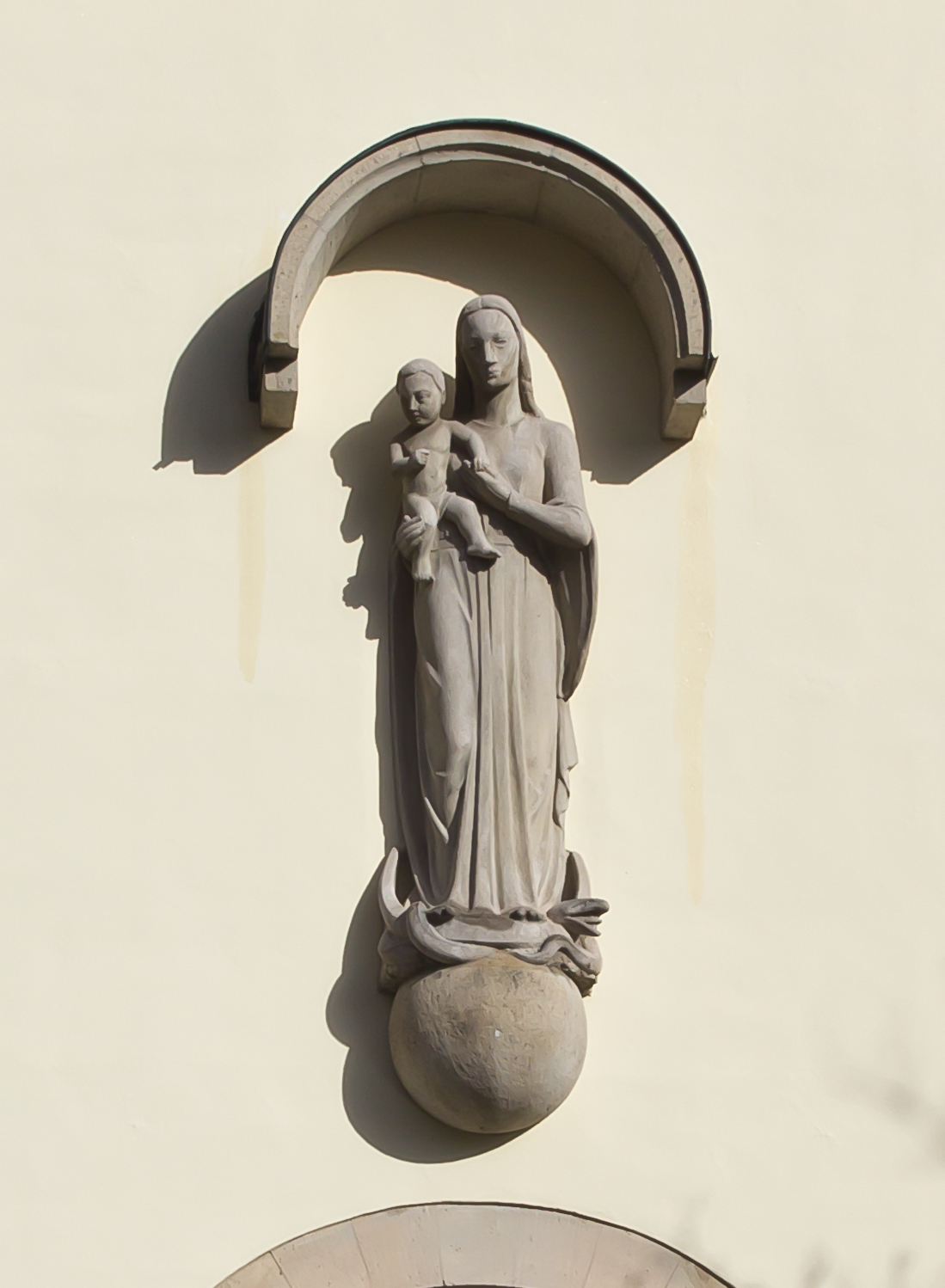
Madonnenstatue in Rhöndorf
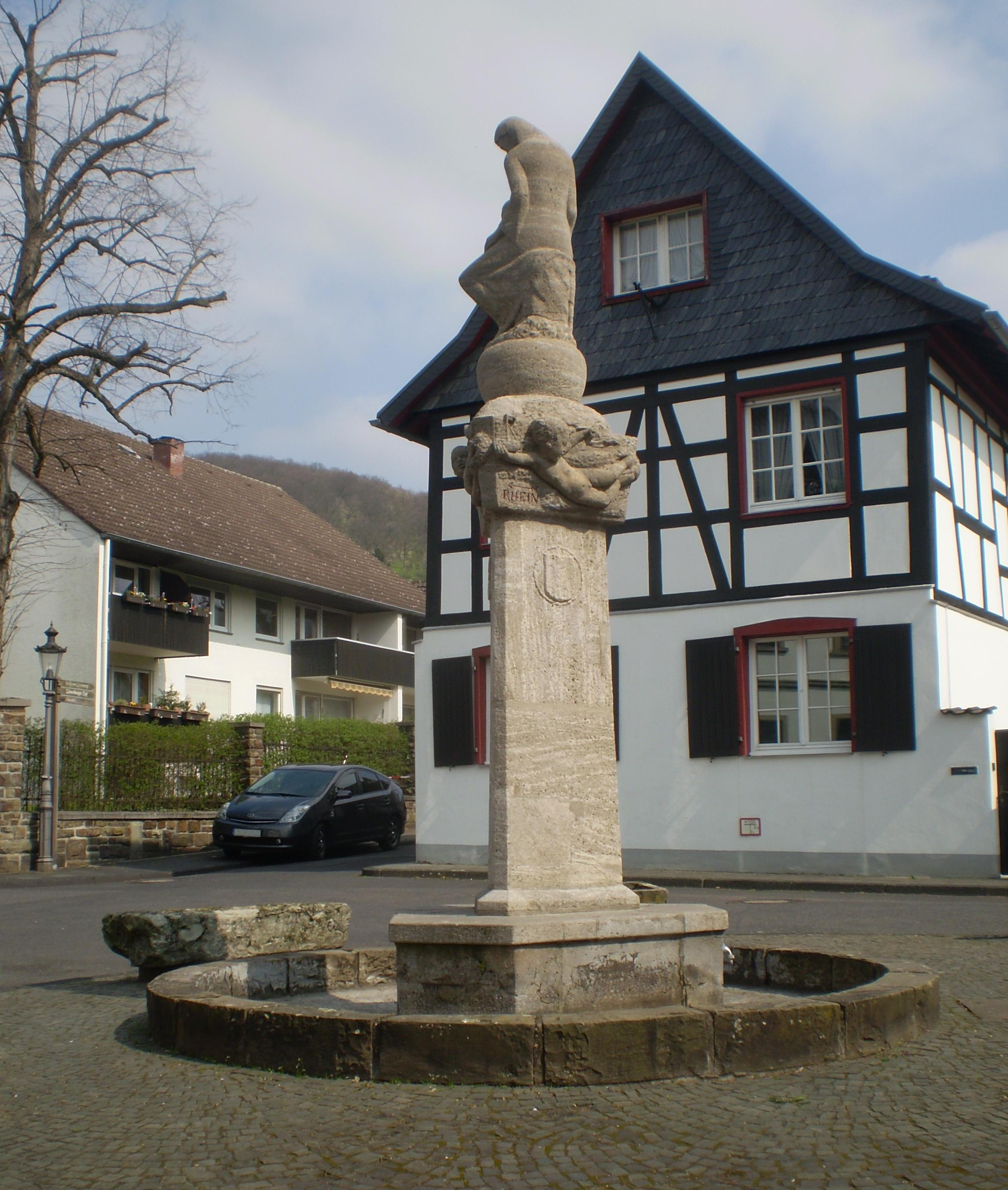
Annasäule in Rommersdorf
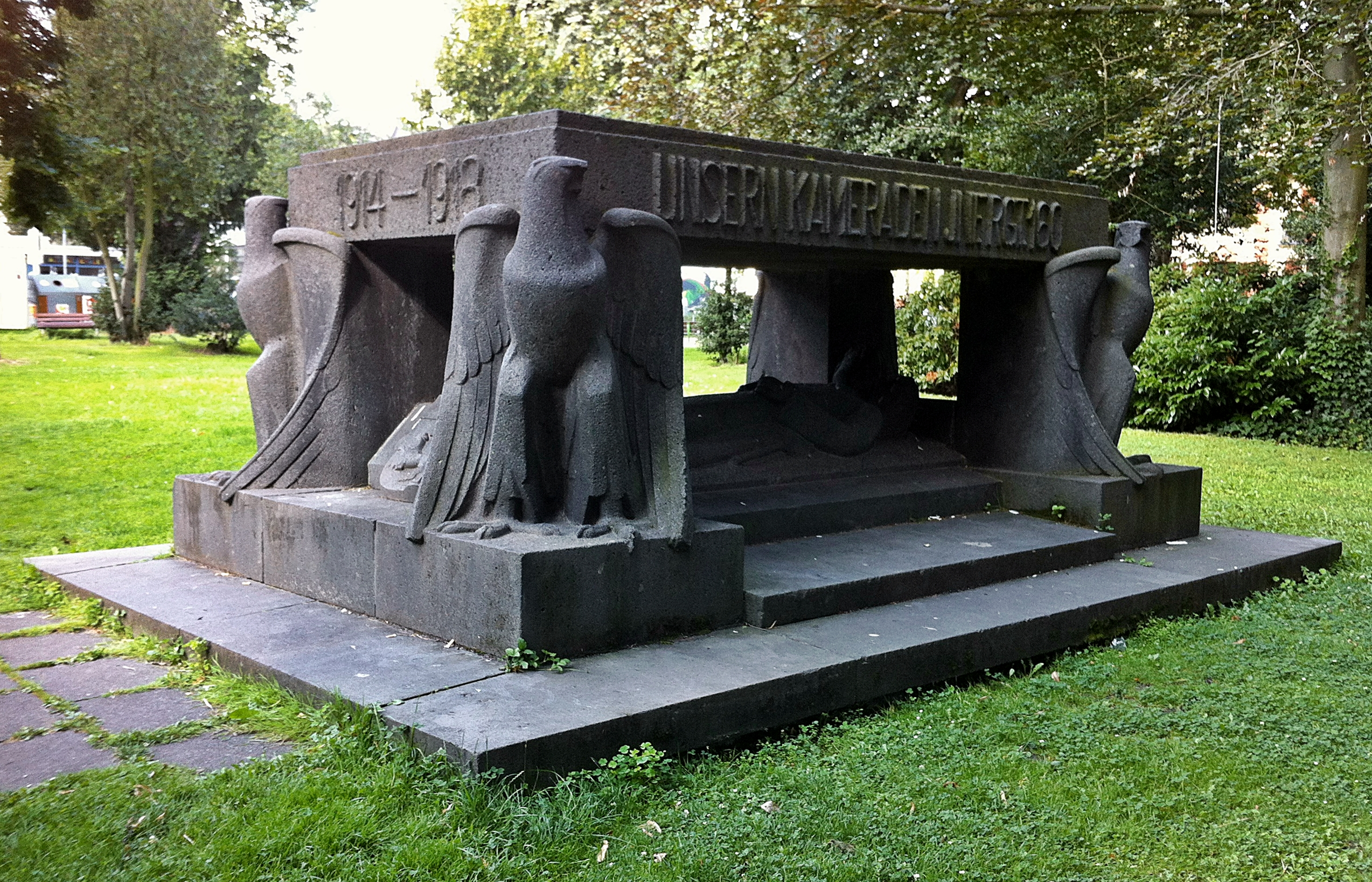
Kriegerdenkmal im Bonner Baumschulwäldchen
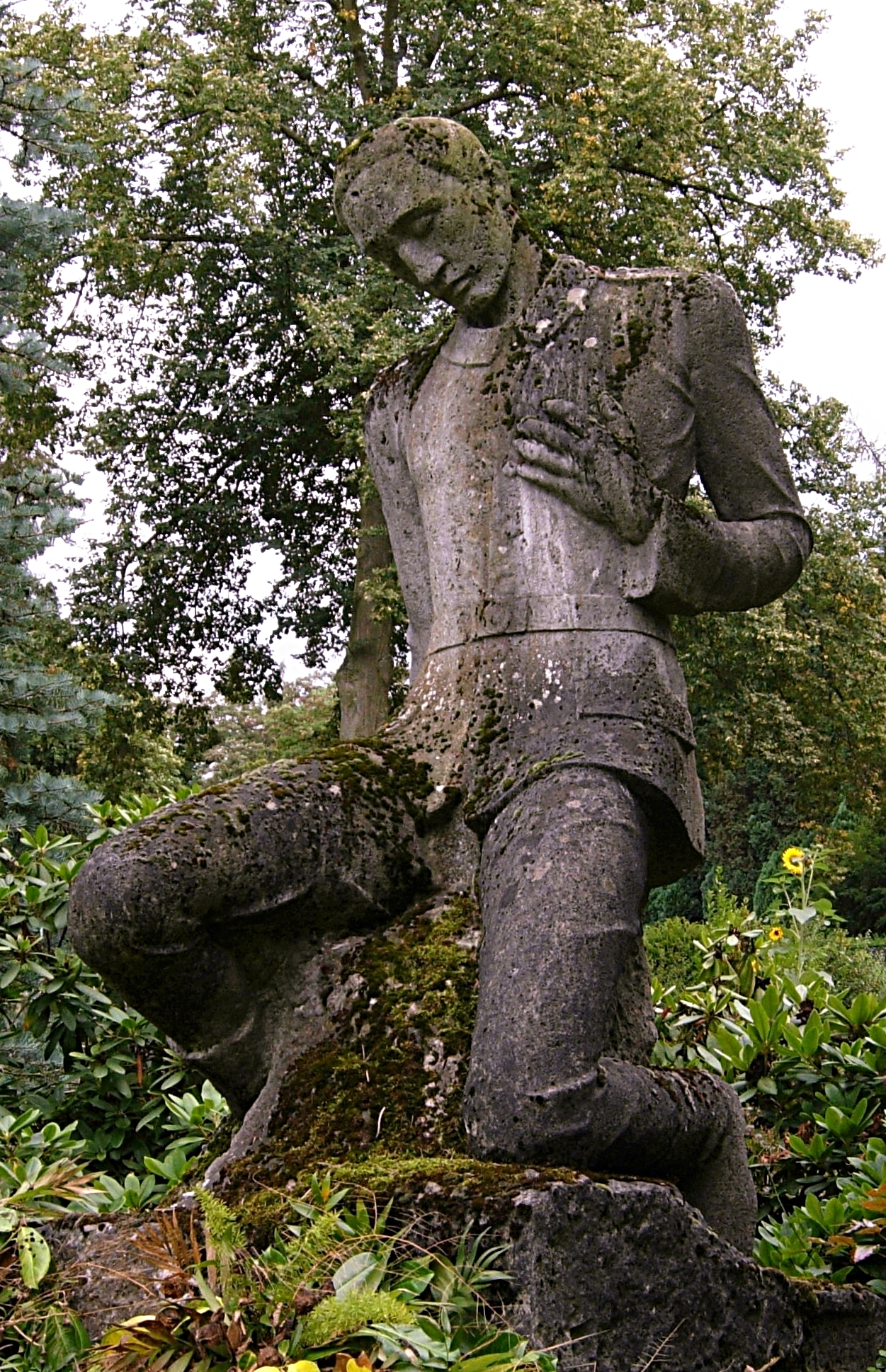
Gefallenenmal auf dem Poppelsdorfer Friedhof
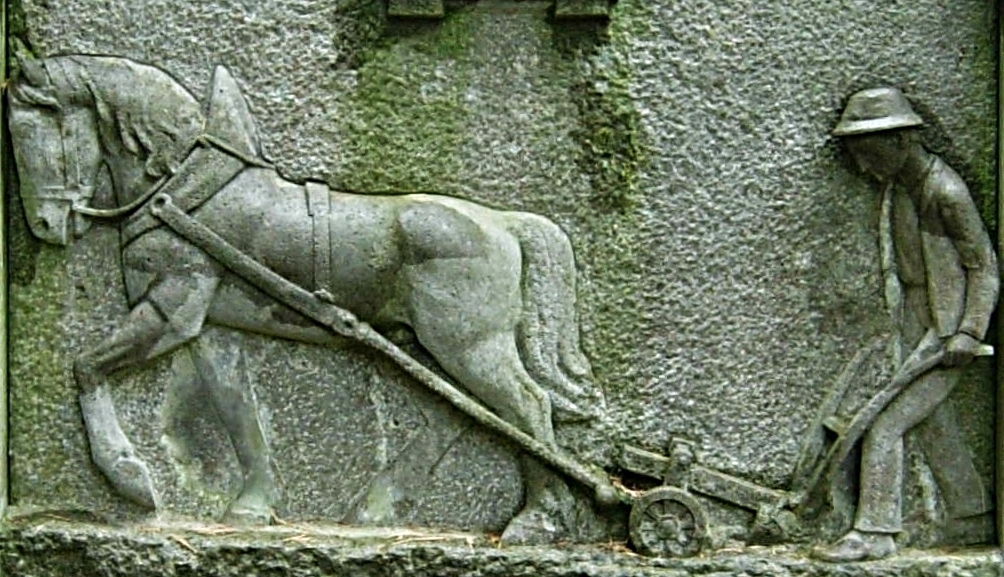
Pflüger auf dem Südfriedhof Bonn
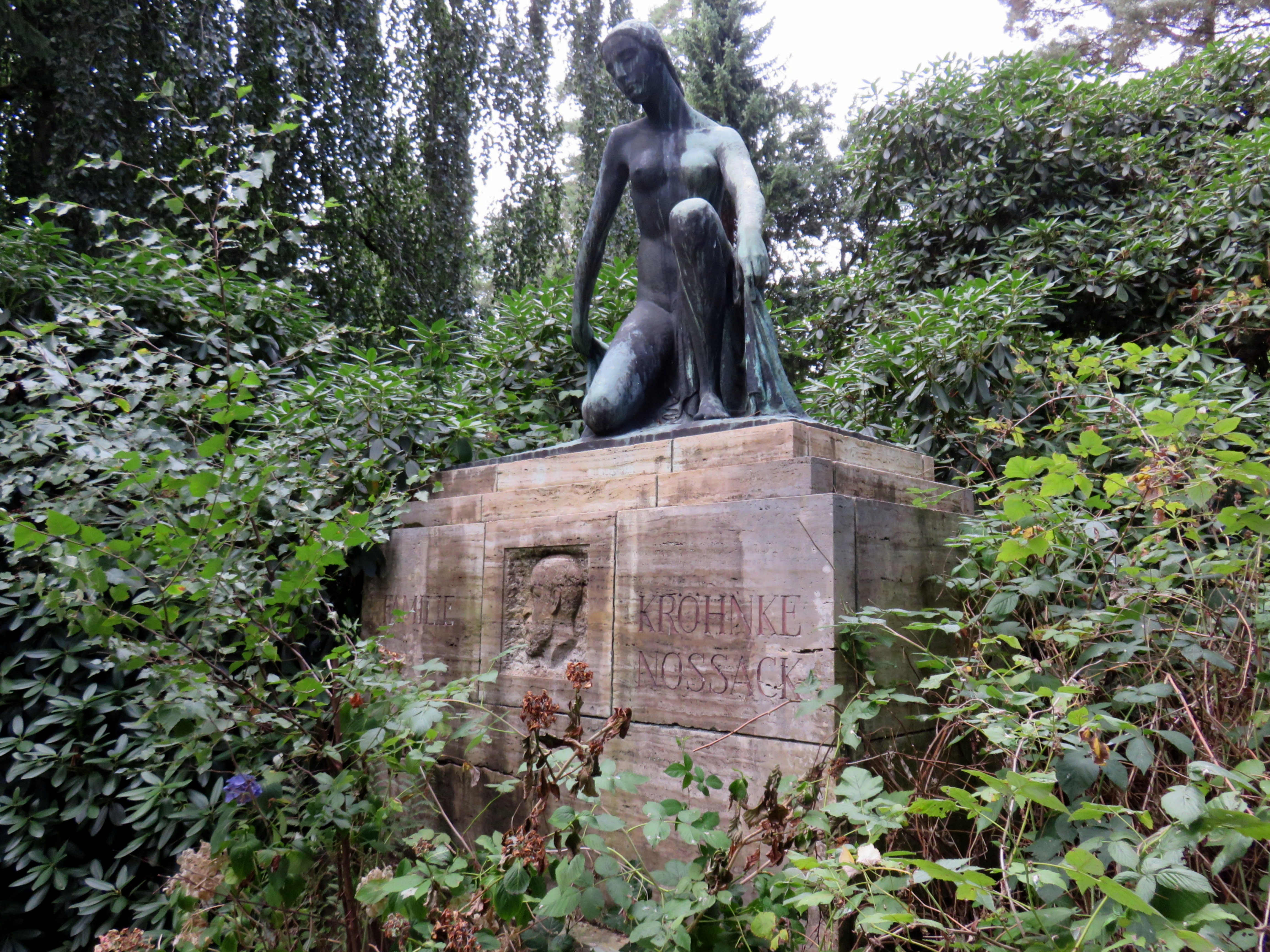
Grabmal Kröhnke-Nossack, Friedhof Ohlsdorf Hamburg